# Vành đai Anpơ
Vành đai Alp, vành đai Anpơ hay hệ Alp-Himalaya, hệ Anpơ-Himalaya là một tập hợp các dãy núi trải dài dọc theo rìa phía nam của đại lục Á-Âu. Vành đai này kéo dài từ Java và Sumatra qua dãy núi Himalaya, Địa Trung Hải và kết thúc trong Đại Tây Dương. Nó bao gồm các dãy núi Anpơ, Karpat, các dãy núi tại Tiểu Á và Iran, Hindu Kush, Himalaya và các dãy núi ở Đông Nam Á. Nó là khu vực có các hoạt động địa chấn xảy ra thường xuyên đứng hàng thứ hai (5-6% các trận động đất và 17% các trận động đất mạnh nhất thế giới) trên thế giới, chỉ sau Vành đai lửa Thái Bình Dương.
Vành đai Alp được tạo ra bởi hoạt động kiến tạo địa tầng đang diễn ra, là quá trình va chạm giữa các mảng đang di chuyển về phía bắc, như mảng châu Phi, mảng Ả Rập và mảng Ấn Độ với mảng Á-Âu.
Indonesia nằm giữa hai vành đai địa chấn là Vành đai lửa Thái Bình Dương (dọc theo các đảo đông bắc cận kề và bao gồm cả New Guinea) và vành đai Alp (dọc theo miền tây và nam Sumatra, Java, Bali, Flores và Timor). Trận động đất Ấn Độ Dương 2004 ngoài khơi đảo Sumatra nằm trong vành đai Alp.